# Ion halonium

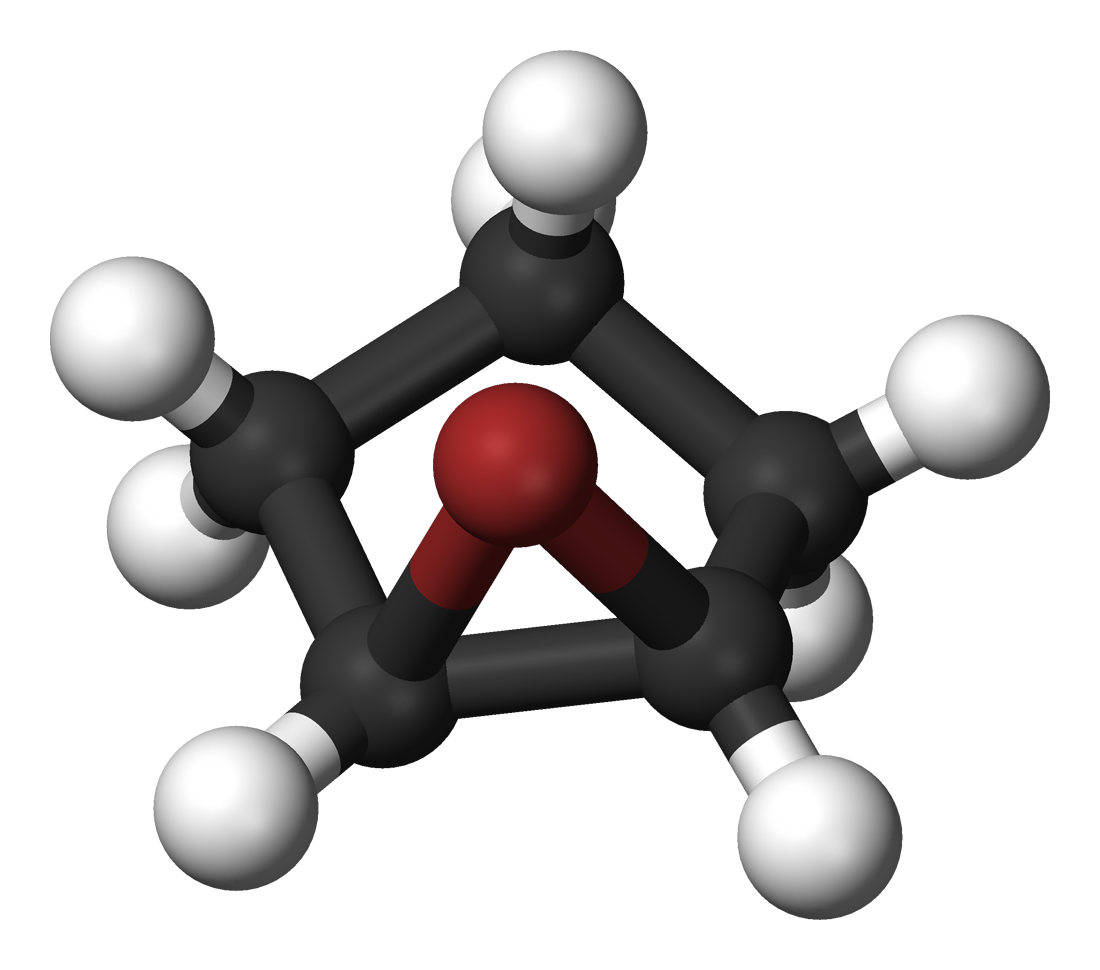
Structure de l'ion bromonium issu du cyclopentène.

En chimie organique, un ion halonium est un composé onium contenant un atome d'halogène portant une charge électrique positive. Ce cation possède la structure générique R–X+–R, où X est un halogène et R un résidu organique ou chaîne moléculaire organique ouverte. Des ions halonium se forment avec le fluor, le chlore, le brome et l'iode, appelés respectivement fluoronium, chloronium, bromonium et iodonium. Les ions halonium les plus simples ont une structure H–X+–H, avec X = F, Cl, Br, I. Ils présentent souvent une structure cyclique triatomique résultant de l'addition formelle d'un ion halogénium X+ à une double liaison C=C.